# Чарні (Жагань)
Студентський спортивний клуб «Чарні» Жагань (пол. Uczniowski Klub Sportowy Czarni Żagań) — польський футбольний клуб з міста Жагань, заснований у 1957 році. Виступає в Зеленогурській зоні Регіональної ліги. Домашні матчі приймає на стадіоні «Жагань Арена», місткістю 2 500 глядачів.

## Досягнення
- Кубок Польщі
  - Фіналіст: 1965.